# Karl Josef Benz
Karl Josef Benz (* 2. September 1927 in Brühl (Rheinland); † 4. April 2016 in Regensburg; bis 1967 auch Suitbert Benz OSB) war ein deutscher römisch-katholischer Kirchenhistoriker und Liturgiewissenschaftler.

## Leben
Er studierte von 1947 bis 1948 drei Semester Philosophie, Theologie und Rechtswissenschaft an der Universität Bonn. Danach trat er in die Benediktinerabtei Maria Laach ein und absolvierte an den Ordenshochschulen Maria Laach und Beuron von 1949 bis 1953 das Studium der Philosophie und Theologie. Nach der Priesterweihe am 9. August 1953 setzte seine Studien in den Fächern Theologie (zwei Semester 1953–54), Geschichte, Orientalische Sprachen (sechs Semester) und Literatur des Christlichen Orients an der KU Leuven fort, wo er das Lizentiat in orientalischen Sprachen und Literatur erwarb. Von 1964 bis 1967 diente er als Assistent bei Balthasar Fischer am Liturgischen Institut in Trier und 1965 als Gastprofessor an der St. John’s University in Collegeville. 1967 wurde er in Löwen zum um Doktor der historischen Wissenschaften promoviert. Danach war er von 1967 bis 1973 Mitarbeiter an der Katholisch-Theologischen Fakultät der Universität Regensburg, zunächst als Assistent am Lehrstuhl für Kirchengeschichte des Mittelalters und der Neuzeit. 1973 habilitierte er sich für das Fach Mittlere und Neue Kirchengeschichte und lehrte anschließend als Privatdozent. Im April 1973 erfolgte die Inkardination als Weltpriester der Diözese Regensburg. Im Dezember desselben Jahres wurde er Universitätsdozent und übernahm bis 1974 die Lehrstuhlvertretung für Mittlere und Neue Kirchengeschichte in Regensburg. Von 1978 bis 1992 lehrte er als Universitätsprofessor Kirchengeschichte des Mittelalters und der Neuzeit. Seit 1990 war er bis im Jahre 2013 Leiter des an die Bischöfliche Zentralbibliothek angegliederte Institutum Liturgicum Ratisbonense als Nachfolger Klaus Gambers. Sein Requiem erfolgte am 12. April in der Pfarrkirche Oberisling, wo er auf dem Friedhof beerdigt ist.

## Schriften (Auswahl)
- Der Rotulus von Ravenna. Nach seiner Herkunft und seiner Bedeutung für die Liturgiegeschichte kritisch untersucht (= Veröffentlichungen des Abt-Herwegen-Instituts Maria Laach) (= Liturgiewissenschaftliche Quellen und Forschungen. Band 45). Aschendorff, Münster 1967, OCLC 851282749 (zugleich Dissertation, Löwen 1967).
- Untersuchungen zur politischen Bedeutung der Kirchweihe unter Teilnahme der deutschen Herrscher im hohen Mittelalter. Ein Beitrag zum Studium des Verhältnisses zwischen weltlicher Macht und kirchlicher Wirklichkeit unter Otto III. und Heinrich II. (= Regensburger historische Forschungen. Band 4). Lassleben, Kallmünz 1975, ISBN 3-7847-4004-9 (zugleich  Habilitationsschrift, Regensburg 1973).
- als Herausgeber: Ausgewählte liturgische Fragmente aus der Bischöflichen Zentralbibliothek Regensburg. Aus Anlass des fünfzigjährigen Bestehens des Liturgiewissenschaftlichen Instituts Regensburg (Institutum Liturgicum Ratisbonense) (= Bischöfliches Zentralarchiv und Bischöfliche Zentralbibliothek. Kataloge und Schriften. Band 23). Schnell & Steiner Verlag, Regensburg 2007, ISBN 978-3-7954-1845-8.